# David Gómez Martínez
David Gómez Martínez (O Rosal, Pontevedra, Galicia, España, 13 de febrero de 1981) es un atleta español, de 1,86 m de altura y 92 kg de peso, especialista en decatlón. Ha competido únicamente para el RC Celta de Vigo de atletismo entre los años 1998 y 2013 siendo internacional en 13 ocasiones y consiguiendo 6 Campeonatos de España absolutos de decatlón.

## Trayectoria deportiva
Comenzó a practicar atletismo a la edad de 11 años en el colegio Manuel Suárez Marquier de (El Rosal) de la mano de Félix Piñel profesor de educación física en el colegio y amante del atletismo. Probó las pruebas de velocidad y longitud pero en menos de un año ya se decantó por las pruebas combinadas donde obtuvo los subcampeonatos gallegos en categoría alevín e infantil. Su gran eclosión comenzó en la categoría cadete donde en el primer año se hizo con el récord gallego de Octatlón y en el segundo con el campeonato de España.
1998 - En su único año como juvenil abandonó su localidad natal de El Rosal para establecerse en Vigo donde explotaría su carrera atlética a las órdenes de su entrenador durante muchos años Antonio Fernández, logrando ese año el récord de España juvenil que hasta ese momento poseía Álvaro Burrel.
1999 - Ya en categoría júnior se proclamó subcampeón de España de heptatlón y campeón de decatlón acudiendo ese año a los campeonatos europeos júnior celebrados en Riga (Letonia) donde acabaría en 5ª posición con 7.323 puntos.
2000 - Siendo júnior de 2º año y teniendo en su poder los títulos de campeón de España júnior de decatlón y Heptatlón alcanzó el que sería uno de sus mayores éxitos, el subcampeonato mundial con una marca que le permitió conseguir el récord de España júnior todavía en vigor (7.772p. con artefactos de categoría sénior, peso de 7.260kg, disco de 2kg y vallas de 1.06m) quedando por delante de atletas como Andre Nicklaus o Dimitri Karpov y colocándose en ese momento 19º en el ranking mundial júnior de todos los tiempos.
2001 - La temporada siguiente siendo primer año de categoría promesa empezó a tener problemas de lesiones, quedó 2º el campeonato de España promesa de heptatlón detrás de Agustín Félix con 5434 puntos. No se presentó al campeonato de decatlón de su categoría prefiriendo hacer salto de longitud donde se hizo con la segunda posición con un salto de 7.66m (+4.6) y los 110mv donde fue tercero con 14.35s. Si se presentó al campeonato de España absoluto de decatlón siendo 4º. Terminó en la 6ª posición en el campeonato de Europa sub-23 donde correría también en la semifinal el relevo de 4 x 400 (en sustitución de Antonio Reina) clasificando al equipo para la final con una marca de 3.08.98.
2002 - Al año siguiente en el mes de febrero sufrió una fractura de strees en el escafoides de su pie izquierdo lo que le mantuvo apartado de la competición esa temporada y parte de la siguiente.
2003 - En el tercer y último año de su categoría promesa y haciendo un único decatlón debido a la lesión que arrastraba de la temporada anterior logró el título de campeón de España sub-23 y la marca mínima para participar en el campeonato de Europa donde repetiría el 6º puesto logrado dos años antes.
2004 - Ya en su primer año en categoría senior participó en el campeonato de España de heptatlón y fue 7º pero en aire libre demostró que sus habilidades las explota en la pista de cuatrocientos metros, obteniendo ese año el segundo puesto en la copa de Europa de primera división, el primer puesto en el campeonato de España, el título de campeón iberoamericano, el puesto 22º en los JJ. OO. de Atenas además de su mejor marca personal hasta la fecha, 7940 puntos.
2005 - En la temporada siguiente quedó tercero en la copa de Europa de Superliga y en segundo lugar en el campeonato de España de decatlón. Cabe destacar además que también se alzó con el segundo escalafón del podio en el campeonato nacional en la prueba de 110m.v. con lo que todavía es su marca personal 14:09s que hizo en la semifinal con -0.7 y repitió en la final con +0.7. También en ese mismo campeonato finalizó 9º en la prueba de lanzamiento de jabalina.
2006 - En la temporada del 2006 volverían sus problemas con las lesiones. Se hizo con el segundo puesto en el campeonato Iberoamericano pero en la Superliga de la copa de Europa no pudo más que ser decimoquinto y en el campeonato de España se tuvo que retirar en el calentamiento con lo que dio por concluida una temporada marcada por las lesiones.
2007 - En el año preolímpico todavía con problemas físicos logró su segundo título de campeón de España absoluto de decatlón.
2008 - Esta temporada fue totalmente orientada a la consecución del billete de lo que serían sus segundos JJ. OO.. En invierno acudió al campeonato de España para participar en la prueba de heptatlón donde consiguió un discretísmo octavo lugar. Quedó primero en el Campeonato de España de Federaciones autonómicas disputado en Cartagena, 14º en la Copa de Europa de Superliga celebrado en Hengelo (Holanda) y campeón de España un mes más tarde en Tenerife donde pese a lesionarse en el lanzamiento de jabalina lograría su billete para los ansiados JJ. OO. de Beijing.
A los JJ. OO. acudió lesionado todavía y gracias a ello no pudo rendir todo lo que desearía. Finalizó en el puesto 25º  a causa de los graves problemas que arrastaba en el tobillo.
2009 - En esta temporada su vida da un giro y se muda a la residencia Blume de Madrid para trabajar a las órdenes del responsable nacional José Luis Martínez. Fue un año de lesiones ya que todavía arrastraba la lesión del año anterior y además se produjo otra en el tendón de aquiles contrario. Pudo competir en alguna prueba individual pero no pudo ser así con el decatlón.
2010 - Temporada en la que pese a unas buenas sensaciones al principio respecto a las lesiones que arrastraba, acabó pasando por quirófano para poder deshacerse de ellas completamente. Otra temporada en blanco.
2011 - Este año regresa a tierras viguesas para entrenarse a las órdenes de Jesús Lence y entrenar a un grupo de pertiguistas. Se fija como objetivo los JJ. OO. de Londres 2012,los que serían sus 3º Juegos,algo logrado por muy pocos atletas españoles. A su vez, dirige las Escuelas Deportivas Municipales de Atletismo con un grupo de 50 niños entre los 7 y los 13 años.
En Málaga, a primeros de agosto, consigue el que es su 4º título nacional absoluto de decatlón con un total de 7.298 ptos.
2012 - Año olímpico en el que David intenta participar por tercera vez en unos JJ. OO.. Realiza una buena temporada invernal donde logra el subcampeonato de España de Heptatlón quedándose muy cerca de su marca personal con 5410 puntos. En la temporada de aire libre alcanza su segunda mejor marca de siempre 7872 puntos y a punto se queda de de los 7950 puntos necesarios para estar en los JJ. OO.  de Londres. Esta temporada también lograría el título de campeón de España de Decatlón.
2013 - En pista cubierta consigue batir su marca personal de Heptahlon en el clásico encuentro internacional donde queda en sexta posición con 5486 puntos que le ayudarían a liderar el ranking nacional. 
En el campeonato de España una inafortunada lesión en el sóleo le priva de su primer título de campeón de España de pista cubierta.
En el aire libre logra ser campeón de España de Decatlón por sexta vez pero una infección de garganta le priva de un buen papel en dicho campeonato y en la copa de Europa.
Sigue con el grupo de entrenamiento de salto con pértiga y esta temporada empieza a entrenar también a atletas de pruebas combinadas.

### Historial Español
- Plusmarquista de España Júnior de Decatlón (7.772 en 2000)
- Campeón de España Absoluto de Decatlón (2004, 2007, 2008, 2011, 2012 y 2013)

. Subcampeón de España de Heptatlón (2012)
- Campeón de España Promesa de Decatlón (2003)
- Campeón de España Júnior de Decatlón (1999-2000)
- Campeón de España Júnior de Heptatlón (2000)
- Campeón de España Juvenil de Octatlón (1998)
- Campeón de España juvenil de Exatlón (P.C.) (1998)
- Campeón de España Cadete de Octatlón (1997)
- Subcampeón de España Abosoluto de 110m.v. (2005)
- Subcampeón de España Sub23 de Salto de longitud (2001)
- 3º de España Sub 23 de 110m.v. (2001)

### Récords de España Júnior
- Decatlón: 7.649 (2000); 7.772 (2000)

### Historial Internacional
- 13 veces internacional con España (2004-2013)
- Juegos Olímpicos 2004 - Atenas Decatlón (22º/7.865)
- Juegos Olímpicos 2008 - Beijing Decatlón (25º/6.876)
- Copa Europea 2004 - Hengelo 1ª División - Decatlón (2º/7.580)
- Copa Europea 2005 - Bydgoszcz Superliga - Decatlón (3º/7.698)
- Copa Europea 2006 - Arlés superliga - Decatlón (15º/7.480)
- Copa Europea 2008 - Hengelo superliga - Decatlón (14º/7.578)
- Cpto. Mundial Junior 2000 - Santiago de Chile Decatlón (2º/7.772)
- Cpto. Europeo Junior 1999 - Riga Decatlón  (5º/7.323)
- Cpto. Europeo sub-23 2001 - Ámsterdam Decatlón  (6º/7.649)
- Cpto. Europeo sub-23 2003 - Bydgoszcz Decatlón  (6º/7.560)
- Cpto. Iberoamericano 2004 - Huelva Decatlón  (1º/7.940)
- Cpto. Iberoamericano 2006 - Ponce Decatlón  (2º/7.400)

### Otros
- 2004 - Zuidbroek NED-CZE-ESP-FRA-GBR (pc): Heptatlón (15º/5.158)
- 2005 - Aubière FRA-CZE-ESP-GBR-NED: Heptatlón (13º/5.272)

2013 - Valencia FRA-CZE-ESP-GBR-NED: Heptatlón (6º/5.486)

## Progresión
- 1999 (18) New Balance - R.C.Celta 7.323 (8 / 1jr) 5.087 (15 / 2jr)
- 2000 (19) New Balance - R.C.Celta 7.772 (3 / 1jr) 5.202 (8 / 1jr)
- 2001 (20) R.C. Celta de Vigo 7.649 (3) 5.434 (4)
- 2002 (21) R.C. Celta de Vigo - Lesionado
- 2003 (22) R.C. Celta de Vigo 7.584 (3) -
- 2004 (23) R.C. Celta de Vigo 7.940 (1) 5.285 (10)
- 2005 (24) R.C. Celta de Vigo 7.698 (2) 5.272 (9)
- 2006 (25) R.C. Celta de Vigo 7.480 (3)
- 2007 (26) R.C. Celta de Vigo 7.470 (3)
- 2008 (27) R.C. Celta de Vigo 7.736 (1) 5.197 (8)
- 2009 (28) R.C. Celta de Vigo Lesionado
- 2010 (29) R.C. Celta de Vigo Lesionado
- 2011 (30) R.C. Celta de Vigo 7.298 (1)

2012 (31) R.C Celta de Vigo 7876 (1)
2013 (32) R.C Celta de Vigo 7484 (1)

## Marcas personales
- Decatlón: 7940
- 100ml 10.95/+1,1 2000
- 10.94/+2,7 1999
- 10.6/ -0,6 2004
- Salto de Longitud 7.45/+1,1 2008
- 7.66/+4,6 2001
- Lanzamiento de Peso 14.57 2004
- Salto de Altura 1.98 2003
- 400ml 47.81 2000
- 110m.v. 14.09/+0,7 2005
- Lanzamiento de Disco 42.83 2009
- Salto con Pértiga 4.71 2013
- Lanzamiento de Jabalina 66.99 2005
- 1.500ml 4:24.55 2000
- Primer día Decatlón 4.098 2004
- Segundo día Decatlón 3.842 2004
- Primer día Heptatlón 3.000 2004 y 2013
- Segundo día Heptatlón 2.486 2013
- 60m (pc) 7.26 2001
- 60m vallas (pc) 8.26 2003
- 1.000m (pc) 2:39.57 2001
- 200ml 21.81/+1,4 1999
- 50m (pc) 6.22 2001
- 50m vallas (pc) 7.06 2000

## Entrenadores
- Antonio Fernández (1997-2006)
- Antonio Fernández/Jesús Lence/ (2006-2007)
- Antonio Fernández/Jesús Lence/Antonio Fernández (hijo) (2008)
- José Luis Martínez (2008-2010)
- Jesús Lence (2011-actualidad)